# Eric Wauters
Eric Wauters (Malinas, 12 de mayo de 1951-Peulis, 21 de octubre de 1999) fue un jinete belga que compitió en la modalidad de salto ecuestre.
Participó en tres Juegos Olímpicos de Verano, entre los años 1972 y 1996, obteniendo una medalla de bronce en Montreal 1976, en la prueba por equipos (junto con François Mathy, Edgar-Henri Cuepper y Stanny Van Paesschen).

## Palmarés internacional
| Juegos Olímpicos | Juegos Olímpicos  | Juegos Olímpicos  | Juegos Olímpicos |
| Año              | Lugar             | Medalla           | Categoría        |
| ---------------- | ----------------- | ----------------- | ---------------- |
| 1976             | Montreal (Canadá) | Medalla de bronce | Por equipos      |